# Marcel !
Pour les articles homonymes, voir Marcel.
Pour plus de détails, voir Fiche technique et Distribution.
Marcel ! est un film dramatique franco-italien réalisé par Jasmine Trinca et sorti en 2022.

## Synopsis
Une artiste de mime (interprétée par Alba Rohrwacher) pratique son art avec son chien nommé Marcel. Elle néglige sa fille (interprétée par Maayane Conti). Mais Marcel disparaît...

## Fiche technique
Sauf indication contraire, les informations mentionnées dans cette section peuvent être confirmées par la base de données cinématographiques IMDb,  présente dans la section « Liens externes ».
- Titre original : Marcel !
- Réalisation et scénario : Jasmine Trinca
- Musique : Matti Bye
- Décors : Ilaria Sadun
- Costumes : Marta Passarini
- Photographie : Daria D'Antonio
- Montage : Chiara Russo
- Production : Laure Parleani et Bérénice Vincent
- Sociétés de production : Rai Cinema et Cinema 11 Undici
- Société de distribution : Rezo Films
- Pays de production :  France et  Italie
- Langues originales : italien
- Format : couleur — 2,35:1
- Genre : drame
- Durée : 93 minutes
- Dates de sortie :
  - France : 21 mai 2022 (Festival de Cannes) ; 27 juillet 2022 (en salles)
  - Italie : 1er juin 2022

## Distribution
- Alba Rohrwacher : la mère
- Maayane Conti : la fille
- Giovanna Ralli : la grand-mère
- Dario Cantarelli : le prétendant
- Giuseppe Cederna : l'ami élégant
- Valentina Cervi : la cousine
- Valeria Golino : l'analyste
- Umberto Orsini : le grand-père

## Accueil

### Critique
En France, le site Allociné propose une moyenne des critiques de presse à 2,6/5.